# Jincsuan
Jincsuan (egyszerűsített kínai írással: 银川, pinjin: Yínchuān) prefektúra szintű város Kínában, Ninghszia-Huj Autonóm Terület tartományban. Lakosainak száma 2 859 074 fő (2020).

## Népesség
| 2010 | 1 993 088 |
| 2020 | 2 859 074 |

## Testvérvárosok
- Mostar
- Eilat
- Macue
- Bourg-en-Bresse